# Bernières-d’Ailly
Bernières-d’Ailly település Franciaországban, Calvados megyében. Lakosainak száma 212 fő (2022. január 1.). Bernières-d’Ailly Damblainville, Jort, Morteaux-Coulibœuf, Perrières és Vicques községekkel határos.

## Népesség
A település népességének változása:
| Lakosok száma | 210  | 201  | 229  | 245  | 253  | 255  | 243  | 224  | 221  | 212  |
|               | 1968 | 1982 | 1990 | 2006 | 2013 | 2015 | 2017 | 2019 | 2020 | 2022 |